# 日本エアシステムの航空事故およびインシデント
日本エアシステムの航空事故およびインシデント（にほんエアシステムのこうくうじこおよびインシデント）は、日本エアシステム（旧・東亜国内航空）とその前身会社が関係する航空事故およびオーバーランなどの重大なインシデントを一覧にしたものである。社名については事故当時の名称とする。
なお、日本エアシステムは日本航空ジャパンに改名したのち、2006年に日本航空へ吸収され消滅した。

## 1960年代

### 東亜航空訓練機墜落事故

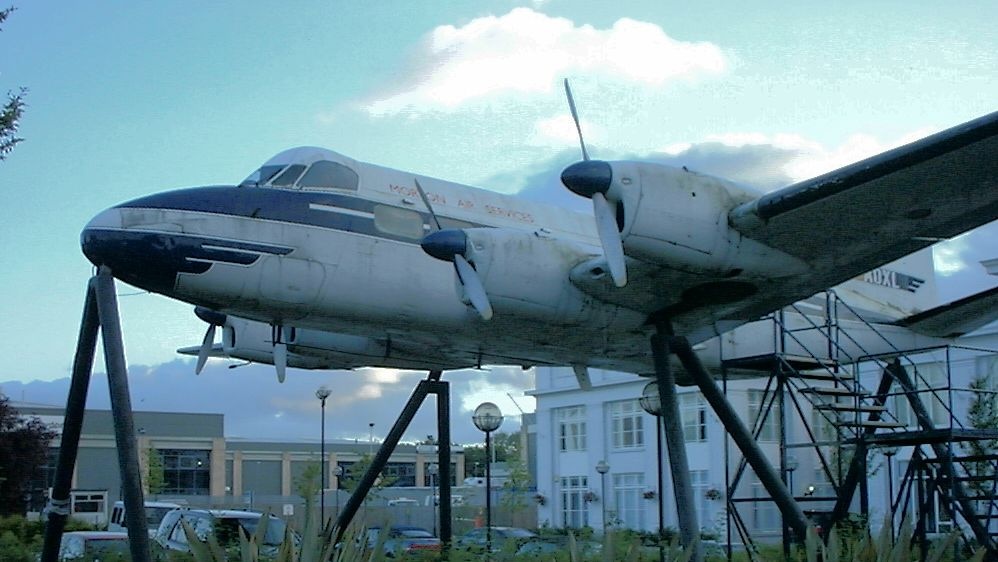
DH114 ヘロンの同型機

1962年2月23日、広島空港（当時／現・広島ヘリポート）から訓練飛行で防府飛行場に向かっていた東亜航空のデ・ハビランド DH.114 ヘロン (JA6158) が山口県防府市内の山中に墜落し、乗員3名全員が死亡した。

### 日東航空つばめ号墜落事故
1963年5月1日、大阪から徳島へ向かっていた日東航空のデ・ハビランド・カナダ DHC-3オッター水陸両用旅客機つばめ号 (JA3115) が濃霧のため航路を誤り、淡路島の諭鶴羽山に墜落した。乗員2名乗客9名のうち、乗員2名は救助されたが乗客全員が死亡した。

### 日東航空おやしお号墜落事故
1964年2月18日、大阪から徳島へ向かう予定の日東航空101便グラマン マラード水陸両用旅客機おやしお号 (JA5067) が、離陸直後にエンジンが故障して失速し、兵庫県尼崎市田能二ノ坪に墜落炎上した。乗員乗客10名のうち客室乗務員1名と乗客1名が死亡し、7名が重軽傷を負った。

### 富士航空機墜落事故
1964年2月27日、鹿児島空港から大分空港に向かっていた富士航空902便コンベア240 (JA5098) が着陸に失敗し、空港東側の河川敷に墜落炎上した。乗員乗客42人のうち20人が死亡した。不適切な操作もしくは機体の欠陥があったとされたが、事故原因は断定されなかった。

### 日本国内航空機胴体着陸事故
1965年5月29日、丘珠空港から帯広空港へ向かっていた日本国内航空のコンベア240 (JA5088) が、着陸時に下流気流に巻き込まれ着地に失敗し着陸復行を行った。着地失敗時に片側の車輪が破損したため、帯広空港上空で2時間旋回飛行したうえで、16時35分に片車輪による胴体着陸を決行し、プロペラ等を破損したが着陸に成功した。乗員乗客44人にけが人はいなかったが、飛行機酔いで体調を崩した乗客が病院に搬送された。取材先に移動中の日本テレビカメラマンが同乗しており、機内の様子が撮影されている。

### 日本国内航空機函館空港滑走路逸脱事故
1967年1月22日、函館発札幌行きのYS-11が、離陸開始後そのまま滑走路を逸脱し機体を大破した。乗客4名が負傷した。

### 日本国内航空機風防破損事故
1967年2月9日17時ごろ、羽田空港発徳島空港経由高知空港行きの日本国内航空851便コンベア240日高号 (JA5092) が、静岡県浜松市上空3000メートルを飛行中、突然操縦室の機長側風防が割れてしまった。割れた破口から与圧されていた空気が機外に噴出したほか、突風が入りこんだため、機長が胸を強打し重傷を負った。機長は一時失神したが持ち直し、30分後に名古屋空港へ着陸した。機長以外の乗客28人にはけがはなかった。

## 1970年代

### ばんだい号墜落事故
1971年7月3日、丘珠空港から函館空港へ向かっていた東亜国内航空63便YS-11ばんだい号 (JA8764) が、函館着陸直前に空港の北西約15キロメートルにある横津岳に墜落した。乗員乗客68名の全員が死亡した。原因については、無指向性無線標識 (NDB) 上空に達していないにもかかわらず、早めに変針したために山に激突したとするパイロットミスなど様々な説が唱えられたが、確定するまでには至らなかった。

### 東亜国内航空機女満別空港胴体着陸事故
1977年8月9日、女満別空港へ着陸しようとした東亜国内航空21便YS-11 (JA8665) で、操縦士が車輪を出し忘れたため胴体着陸となり、機体が中破した。操縦士が過失犯として刑事裁判で有罪になった。

### 東亜国内航空381便胴体着陸事故
1979年7月21日、羽田空港発南紀白浜空港行きの東亜国内航空の旅客機が羽田空港で片脚着陸。死傷者はいなかった。

## 1980年代

### 東亜国内航空機米子空港オーバーラン事故
1988年1月10日、東亜国内航空670便YS-11 (JA8662) が米子空港を離陸滑走中、凍結により昇降舵が適切に働かなくなり、離陸中止を試みるもオーバーランして滑走路端の中海に突入。乗員乗客52人のうち8人が軽傷を負った。修理可能であったが、諸般の事情で現地で解体処分された。ただし同機のコックピット部分は、川崎市の電車とバスの博物館内で展示されている。機体部分は、鳥取市にて集会所として利用されている。

## 1990年代

### 日本エアシステム451便着陸失敗事故
1993年4月18日、花巻空港へ着陸しようとしていた日本エアシステム451便マクドネル・ダグラス DC-9-41 (JA8448) がウインドシアに遭遇し、ハードランディングとなり滑走路に激突し大破炎上した。乗員5名と乗客53名が重軽傷を負ったが死者はなかった。

### 日本エアシステム354便
1996年5月15日、熊本発羽田行きの日本エアシステム354便エアバスA300B4-622R (JA8377) が、着陸時に機体尾部を滑走路に接地させ、圧力隔壁の座屈などで機体を中破させた。乗員9名乗客141名にけがはなかった。原因は、最初の接地後にバルーニングしたにもかかわらず着陸したと誤認した副操縦士が、エンジン推力を絞り機首下げ動作を行い、直後に機長と副操縦士がバルーニングに気付いてともに機首上げ操作を行ったものの、機首上げ操作が大きかったこととグラウンドスポイラーが展開していたためにピッチ角が増大し、再接地の際に尾部を接地させたものと推定された。

## 2000年代

### 日本エアシステム機青森空港オーバーラン事故
2003年2月20日20時54分ごろ、青森空港へ着陸しようとしていた羽田発青森行きの日本エアシステム169便エアバスA300B4-622R (JA8565) が、滑走路内で止まることができずオーバーランした。乗員乗客150名のうち乗客1名が軽傷を負った。追い風の中積雪した滑走路に速度を大きく超過して進入したため、接地直前にフローティング状態となって接地が遅れたことがオーバーランの原因であると考えられている。

### 日本エアシステム機徳之島空港着陸失敗事故
2004年1月1日、鹿児島発徳之島行きのハーレクィンエア運航による日本エアシステム979便マクドネル・ダグラス DC-9-81 (JA8297) が、徳之島空港着陸時に左主脚が着陸時の衝撃により折損し、左主翼が滑走路上に接触して動けなくなった。機体は中破し、乗客3名が軽傷を負った。これにより、徳之島空港が数日にわたって閉鎖された。